# Nubica. Internationales Jahrbuch für Koptische, Meroitisch-Nubische. Äthiopische Studien
Nubica. Internationales Jahrbuch für Koptische, Meroitisch-Nubische. Äthiopische Studien – międzynarodowe pismo będące rocznikiem, ukazujące się od 1990 roku. Pierwotnie było wydawane w Kolonii. Od roku 1994/1995 jest wydawane w Warszawie. 
Prace w nim publikowane dotyczą dziejów i kultury Nubii, Etiopii i Koptów. Pismo zawiera: rozprawy naukowe, recenzje, wyniki prac wykopaliskowych polskich archeologów w Sudanie i Egipcie, informacje z zakresu życia naukowego. 
Publikacje są wyłącznie w językach kongresowych. 
Jest jednym z najważniejszych periodyków na świecie o tej tematyce. Wydawanie go w Warszawie poświadcza międzynarodową pozycje polskich badaczy zajmujących się Nubią.